# افرای ایتالیایی
افرای ایتالیایی (نام علمی: Acer opalus) نام یک گونه از سرده افرا است.